# Rio di Monale
Il rio di Monale è un torrente del Piemonte, tributario in sinistra idrografica del Triversa. Il suo corso si sviluppa interamente nella provincia di Asti.

## Percorso

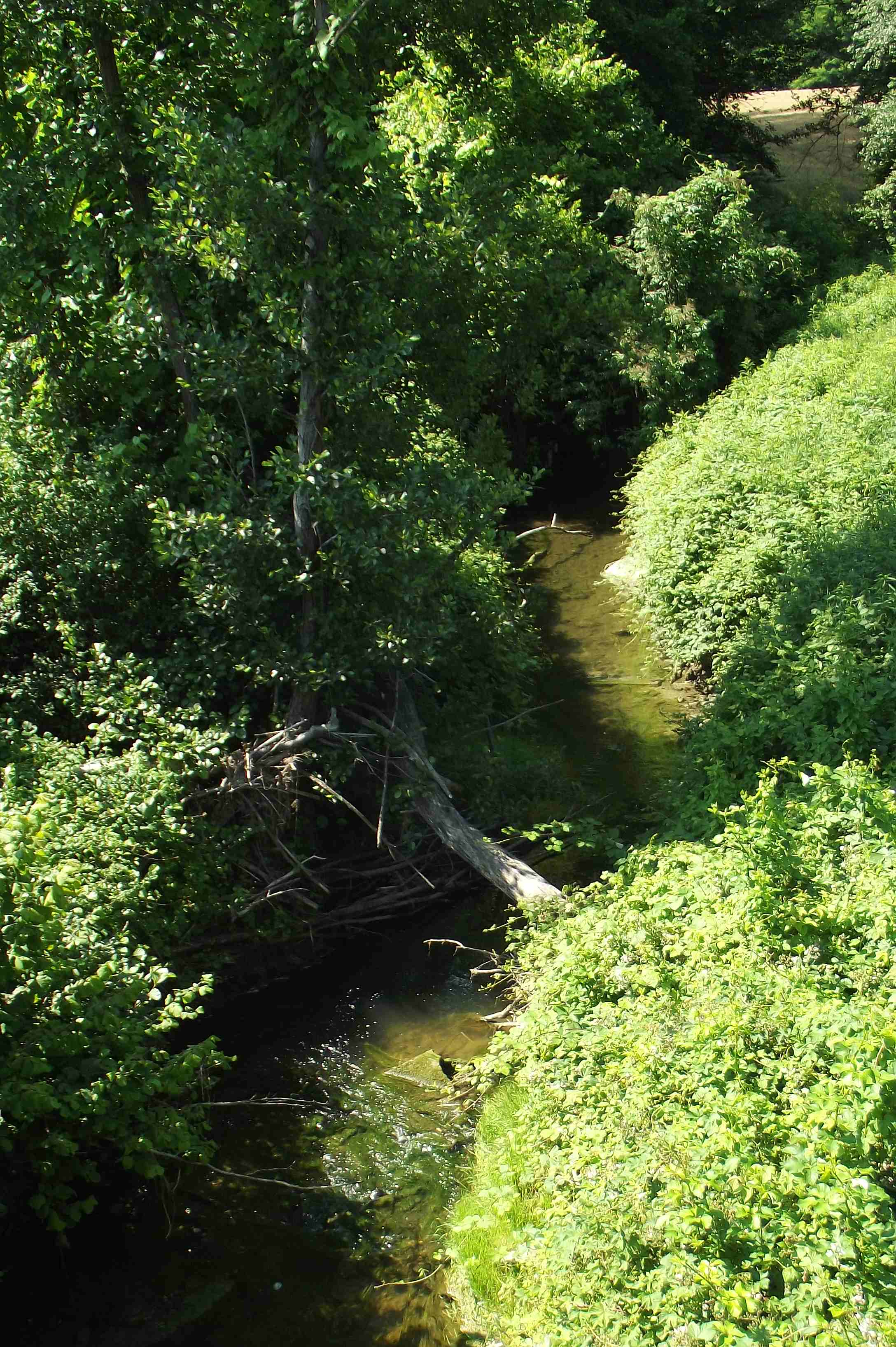
Il rio presso Cortandone.

Il torrente nasce a circa 370 metri di quota poco a sud del centro comunale di Cocconato.
Dirigendosi verso sud raccoglie le acque del piccolo rio di Piova e presso Piea prende il nome di rio Bravie. Sempre con un orientamento nord-sud attraversa i territori comunali di Viale, Cortazzone e Cortandone, i cui capoluoghi sorgono sui lati della valletta drenata del torrente.
Nei pressi del centro di Monale riceve i suoi due principali affluenti, da sinistra il rio di Maretto e da destra il rio Camerano.
Segna quindi per un tratto il confine tra il comune di Castellero e quello di Monale. Entrato poi nel territorio di Baldichieri prende il nome di rio Monte e viene scavalcato prima dall'Autostrada A21 e poco dopo dalla ex-strada statale 10 Padana Inferiore. Si getta infine nel Triversa ad una quota di 140 m s.l.m., al confine tra i comuni di Baldichieri e Tigliole.

## Principali affluenti
Il reticolo idrografico che alimenta il rio Monale è piuttosto semplice e poco ramificato.
I principali affluenti sono:
- in destra idrografica:
  - rio di Piova (2,3 km di lunghezza)[4];
  - rio Valletta Vasnera (4,5 km di lunghezza)[4];
  - rio di Piana (4,5 km di lunghezza)[4];
  - rio Valle di Maretto (4,0 km di lunghezza)[4] ;
- in sinistra idrografica:
  - rio Val di Soglio (2,2 km di lunghezza)[4];
  - rio Camerano (7,7 km di lunghezza)[4].

## Idrologia

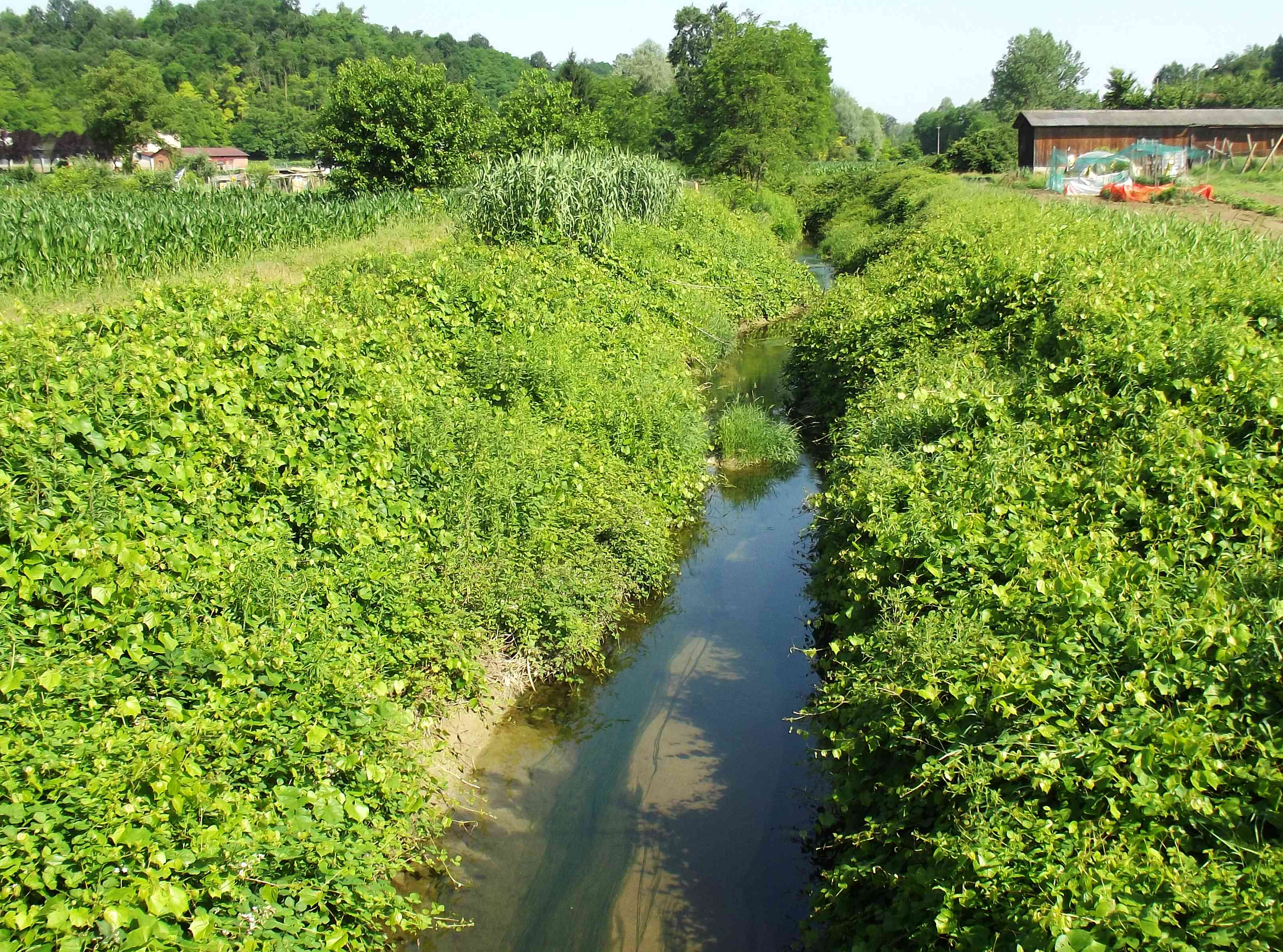
Il torrente a Baldichieri.

Corso d'acqua dalla portata modesta e che drena un bacino posto a bassa quota, il rio di Monale ha un regime esclusivamente pluviale. La valletta incisa dal corso d'acqua, anche se piuttosto lunga (più di 20 km), si presenta poco sviluppata in larghezza per tutto il suo percorso. Questo, unito alla permeabilità dei terreni astigiani e alla relativa aridità dell'Astigiano stesso fa sì che la portata del rio rimanga molto limitata (in media 0,4 m³/s).

## Storia
Nell'"Elenco delle acque pubbliche" predisposto nel 1919 dal Ministero dei lavori pubblici e relativo alla Provincia di Alessandria (che a quei tempi comprendeva nei suoi confini anche il Circondario di Asti), il torrente veniva denominato Rio di Monale e Valle di Cortazzone. Nello stesso documento il corso d'acqua che percorre la valle di Camerano veniva denominati Rio di Monale, Val di Camerano.
Nonostante la portata molto limitata il rio ha necessitato nel tempo di essere arginato con difese spondali ed è oggetto del taglio della vegetazione che si fiancheggia l'asta fluviale e di lavori di manutenzione idraulica per garantire la sicurezza del territorio dei comuni attraversati.